# Enrique Gabriel
Enrique Gabriel (Buenos Aires, 3 de julio de 1957) es un director y guionista de cine argentino. 

## Carrera
Aunque nacido en Buenos Aires, Enrique Gabriel junto a su familia emigraron a España en 1974 por motivos políticos. Estudió literatura en París y posteriormente trabajó como cineasta en España. Primero como ayudante de dirección y posteriormente firmando ya películas en solitario como Krapatchouk (1992), con el que ganó premios en los festivales de Verona, Karlovy Vary y Punta del Este. En 1994, fundó su propia productora, A.T.P.I.P. (Ánimo, Todo Podría Ir Peor).  Su siguiente película, En la puta calle (1997) fue muy celebrada en diferentes festivales, así como su trabajo de 1999 Las huellas borradas, que trata sobre la tragedia de un pueblo a punto de ser inundado por un embalse. Después de una pausa de siete años, Enrique regresó con una obra aparentemente más liviana, Suspiros del corazón sobre un cuento moderno de Don Quijote. Su siguiente proyecto fue el documental La pérdida (La generación ausente) donde indaga en la obra y vida de diversas personalidades argentinas que se vieron forzadas a exiliarse y han triunfado en sus países de acogida.

## Filmografía
- Una tarde perdida para la humanidad (1978)
- Luminarias (1979)
- Campbell (1980)
- Krapatchouk (1992)
- En la puta calle (1997)
- Las huellas borradas (1999)
- Suspiros del corazón (2006)
- La pérdida (documental) (2009)
- Vidas pequeñas  (2010)